# 貝爾蒙特 (紐約州富蘭克林縣)
貝爾蒙特（英語：Bellmont）是一個位於美國紐約州富蘭克林縣的鎮。

## 人口
根據2020年美國人口普查的數據，貝爾蒙特的面積為432.95平方千米，當中陸地面積為425.13平方千米，而水域面積為7.82平方千米。當地共有人口1327人，而人口密度為每平方千米3人。